# IC 1615
IC 1615 ist eine Spiralgalaxie vom Hubble-Typ Sbc im Sternbild Phönix am Südsternhimmel. Sie ist schätzungsweise 339 Millionen Lichtjahre von der Milchstraße entfernt und hat einen Durchmesser von etwa 130.000 Lichtjahren. Vermutlich bildet sie gemeinsam mit IC 1617 ein gravitativ gebundenes Galaxienpaar.
Die Typ-Ia-Supernova SN 2010jb wurde hier beobachtet.
Das Objekt wurde im Jahr 1899 von DeLisle Stewart entdeckt.